# Axel Gabriel Ingelius

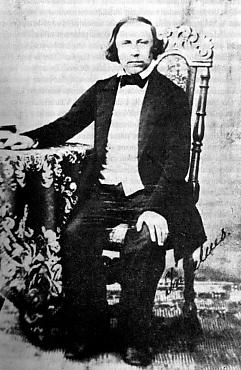
Axel Gabriel Ingelius på 1860-talet

Axel Gabriel Ingelius, född 26 oktober 1822 i Säkylä, död 3 mars 1868 i Nystad, var en finländsk tonsättare, författare och musikkritiker.

## Biografi
Ingelius var en elev av Fredrik Pacius i Helsingfors. Sedan 1847 arbetade han som lärare vid Katedralskolan i Åbo och senare som pianostämmare i Nystad. Ingelius komponerade skådespelsmusik, sånger, en opera och även Finlands första symfoni år 1847. Han var den första professionella musikkritiker i Finland som skrev kritikerna till flera tidningar som Borgå Tidning, Helsingfors Tidningar och Åbo Underrättelser. Ingelius publicerade flera noveller och romaner. Mest kända av dem är Det gråa slottet (1851) som är den första skräckromanen i Finland.
Ingelius hade alkoholproblem. Han dog en kall vinternatt på väg hem från en fest i Nystad. Hans son var tidningsmannen, tonsättaren och musikkritikern Hugo Ingelius (1853–1899).

## Kompositioner

### Orkesterverk
- Sinfonia no. 1 (1846–1847)
- Ouverture till skådespelet Henrik och Lalli op. 13

### Operor
- Junkerns förmyndare (1853)